# Oncocnemis basifugens
Oncocnemis basifugens är en fjärilsart som beskrevs av Dyar 1914. Oncocnemis basifugens ingår i släktet Oncocnemis och familjen nattflyn. Inga underarter finns listade i Catalogue of Life.